# Ernst Gräfenberg
Ernst Gräfenberg  (Adelebsen junto a Gotinga, 26 de septiembre de 1881 - Nueva York, 28 de octubre de 1957) fue un ginecólogo alemán, en cuyo honor se denominó el Punto G.

## Vida
Ernst Gräfenberg, el hijo menor de Salomon Gräfenberg, propietario de una tienda de ferretería, destacó desde temprana edad. Después de completar la escuela primaria en Adelebsen, Ernst ingresó al prestigioso gymnasium Max-Planck en Gotinga, donde superó con éxito el examen de bachillerato. Su pasión por la medicina lo llevó a estudiar en las universidades de Gotinga y Múnich. 
El 10 de marzo de 1905, Gräfenberg defendió su tesis doctoral en Gotinga con su destacado trabajo titulado Die Entwicklung der Knochen, Muskeln und Nerven der Hand und der für die Bewegungen der Hand bestimmten Muskeln des Oberarms (‘El desarrollo de los huesos, músculos y nervios de la mano y los músculos del antebrazo implicados en los movimientos de la mano’). Este trabajo le valió el reconocimiento y el premio de la institución Petsche-Stiftung.
Tras obtener su doctorado, Gräfenberg trabajó durante un tiempo en la Clínica Oftalmológica de la Universidad de Wurzburgo. Sin embargo, en el mismo año decidió trasladarse a la clínica ginecológica de la Universidad de Kiel, donde colaboró con destacados médicos como Richard Werth y, a partir de 1908, Johannes Pfannenstiel. Durante su estancia en Kiel, Gräfenberg publicó varios trabajos sobre metástasis (conocida como teoría Gräfenberg) y la implantación del huevo.
En 1910, Gräfenberg se mudó a Berlín, asumiendo el cargo de jefe de la sección de ginecología en el Hospital Berlin-Britz. Su experiencia y conocimientos en el campo de la ginecología lo convirtieron en una figura destacada en la comunidad médica de la época.
Participó valientemente como voluntario en la Primera Guerra Mundial, siendo condecorado con la Cruz de Hierro de primera y segunda clase en reconocimiento a su coraje y sacrificio. En 1921, al regresar a Berlín tras el conflicto, contrajo matrimonio con Rosa Goldschmidt, nacida en Mannheim el 24 de julio de 1898. Aunque su unión no tuvo descendencia, y se separaron en 1924. Posteriormente, Rosa contrajo matrimonio en segundas nupcias con el Doctor Franz Ullstein, hijo de Leopold Ullstein, y en terceras nupcias con Armin Widekind Bela Erich Maria Gottschalk, conde de Waldeck. Bajo el seudónimo de Rosie Waldeck, Rosa publicó varios libros, demostrando su talento literario.
En 1933, Gräfenberg fue expulsado de su trabajo en el hospital debido a las políticas discriminatorias contra médicos judíos. Además, en 1939, le fue revocado su título de doctor (le sería restituido en 1954). A pesar de las crecientes advertencias sobre el peligro que representaba la situación política en Berlín, Ernst Gräfenberg se sentía seguro en la ciudad hasta que fue arrestado en 1937. Pasó varios años recluido en la prisión de Brandeburgo hasta 1940, y fue condenado a pagar la exorbitante multa de 199.000 marcos de la época. Sin embargo, gracias a la venta de algunas propiedades y, sobre todo, al apoyo inestimable de amigos extranjeros, como Margaret Sanger, Gräfenberg recobró la libertad.
Tras su liberación, emprendió un viaje por Siberia y Japón hasta llegar a California. Su espíritu aventurero y su  determinación lo llevaron a explorar nuevos horizontes. Fue en Nueva York donde finalmente encontró su último hogar, pero su legado se extendió mucho más allá de las fronteras geográficas. Ernst Gräfenberg falleció en Nueva York el 28 de octubre de 1957, dejando un impacto perdurable en el campo de la medicina y de la lucha por la igualdad.

## Trabajo e investigación
Se conoce a Gräfenberg por sus estudios del aparato genital femenino, en especial en relación con el orgasmo. Diseñó el anillo Gräfenberg y realizó estudios sobre la eyaculación femenina, pero sobre todo es conocido por sus estudios del punto Gräfenberg o punto G.